# Simatic WinCC

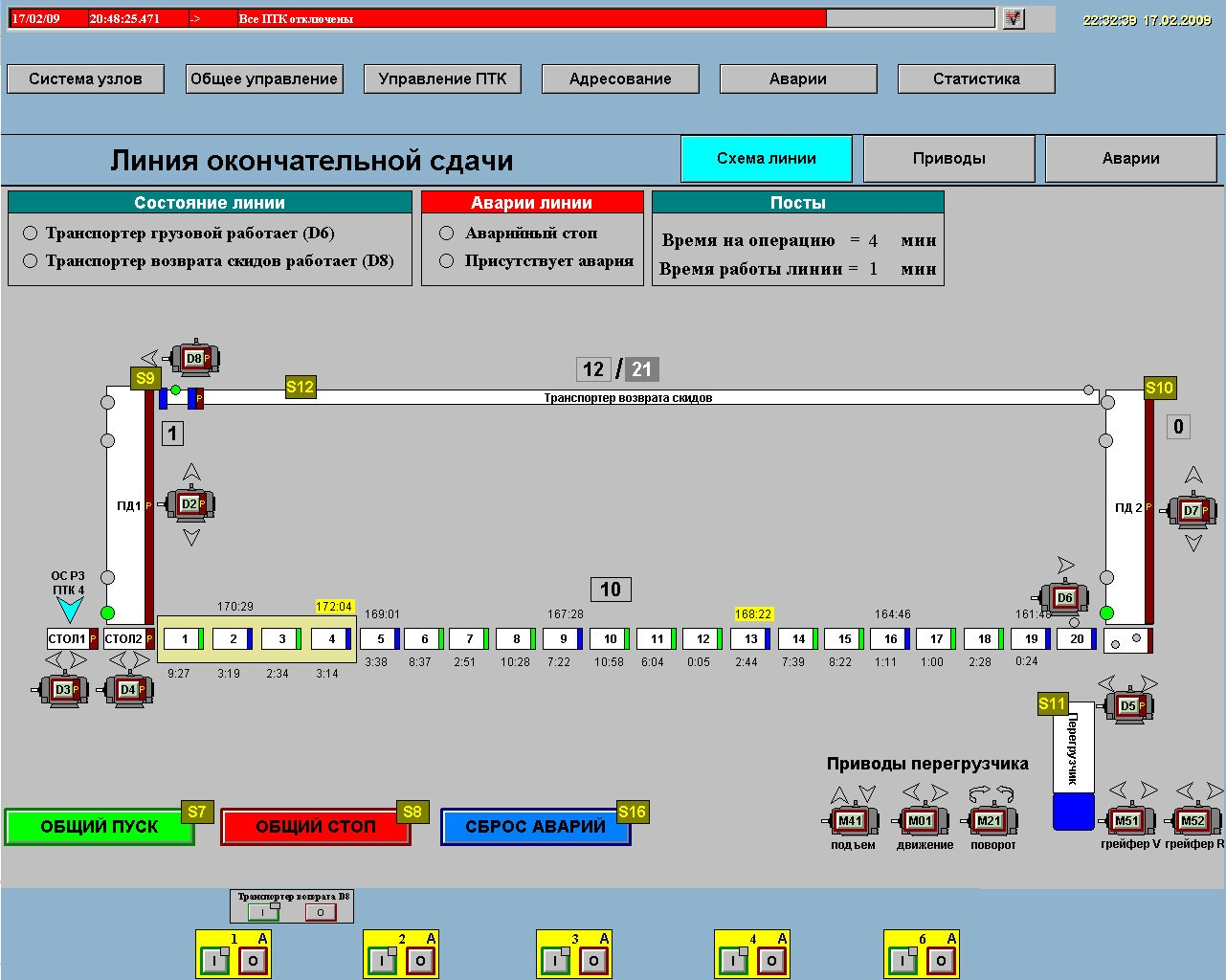
Пример мнемосхемы линии на производственном участке, под управлением в среде WinCC

Simatic WinCC (Windows Control Center) — система HMI, программное обеспечение для создания человеко-машинного интерфейса, ПРОДУКТ Simatic, производимых компанией Siemens AG. Работает под управлением операционных систем семейства Microsoft Windows и использует базу данных Microsoft SQL Server (начиная с версии 6.0).
Основные возможности WinCC:
- Визуализация техпроцесса (Graphic Designer)
- Конфигурирование и настройка связи с контроллерами различных производителей (Tag Management)
- Отображение, архивирование и протоколирование сообщений от технологического процесса (Alarm Logging)
- Отображение, архивирование и протоколирование переменных (Tag Logging)
- Расширение возможностей системы за счёт использования скриптов на языках ANSI C, VBS и VBA
- Проектирование системы отчетности (Report Designer)
- Взаимодействие с другими приложениями, в том числе и по сети, благодаря использованию стандартных интерфейсов OLE, ODBC и SQL обеспечивает простую интеграцию WinCC во внутреннюю информационную сеть предприятия.
- Простое построение систем клиент-сервер.
- Построение резервированных систем.
- Расширение возможностей путём использования элементов ActiveX.
- Открытый OPC-интерфейс (OLE for Process Control).
- Взаимодействие с пакетом Simatic Step 7.

## Версии
WinCC выпускается с 1995 года. Следующая таблица представляет сводную хронологию версий. Патчи и Hotfix не учитываются.
| Версия    | Год                | Веха развития                                                        | Основные особенности | Поддерживаемые операционные системы |
| --------- | ------------------ | -------------------------------------------------------------------- | --- | --- |
| V1.0      | 1995               | Внедрение WinCC у отдельных заказчиков                               | Однопользовательская система | н/д |
| V1.1      | 1996               | Маркетинговые действия в немецкоговорящих странах                    | Лицензии на 128, 256, 1024 или 64000 внешних переменных, поддержка операционных систем Windows 95 и Windows NT 3.51 | н/д |
| V1.11     | 1996               | Версии с поддержкой немецкого, английского и французского языков.    | Среда проектирования на трёх языках с поддержкой Online-переключения между языками для Graphics Designer и текстовых сообщений | н/д |
| V3.0      | 1997               | Многопользовательская система с поддержкой архитектуры клиент-сервер | Многопользовательская система, поддержка операционных систем Windows 95 и Windows NT 4, интеграция с Simatic S7, Step 7 и PCS 7 | н/д |
| V3.1      | 1997               | Funktionserweiterungen Graphics Designer                             | Individuell projektierbare Anwenderobjekte, Direktverbindung von Bedienelementen an Variablen | н/д |
| V4.0      | 1997               | Integration von OPC                                                  | Erweiterung der Kommunikation um z. B. Profibus DP und OPC, Wizard Scripts zur Unterstützung der Dynamisierung von Objekten, unterstützte Betriebssysteme Windows 95/98 und Windows NT 4 | |
| V4.01     | 1997               | Исправление ошибок, консолидация Hotfix                              | Нет существенных изменений в функциональности | н/д |
| V4.01 SP1 | 1997               | Исправление ошибок, консолидация Hotfix                              | Нет существенных изменений в функциональности | |
| V4.02     | 1997               | Исправление ошибок, консолидация Hotfix                              | Нет существенных изменений в функциональности | |
| V4.02 SP1 | 1998               | Sprachversionen für Chinesisch, Taiwanesisch und Koreanisch          | Нет существенных изменений в функциональности | |
| V4.02 SP2 | 1999               | Исправление ошибок, консолидация Hotfix                              | Нет существенных изменений в функциональности, добавлена поддержка новых коммуникационных плат | Windows 95 Windows 98 Windows NT 4.0 SP3 Windows NT 4.0 SP4 Windows NT 4.0 SP5 Windows NT 4.0 SP6 Windows NT 4.0 SP6a |
| V5.0      | 2000               | Multi-Clients mit mehreren Servern                                   | 6 Server an einem Client, Verteilung der Verarbeitungsleistung, Verbesserte Integration von WinCC und SIMATIC S7 unterstütztes Betriebssystem Windows NT 4 | |
| V5.0 SP1  | 2000               | Leittechnik Optionen Basic Process Control und Storage               | WinCC Kanal «System Info» zur Auswertung von Systeminformationen | |
| V5.0 SP2  | 2001               | Mischbetrieb Client / Multi-Client                                   | Siemens HMI Symbol Libary, Zentrales Meldefolgeprotokoll, unterstützte Betriebssysteme Windows 2000 und Windows NT 4 | |
| V5.1      | 2002               | Версии с поддержкой итальянского и испанского языков.                | Excel Projektierungstool für Massendaten, Erweiterung der Benutzerverwaltung | |
| V5.1 SP1  | 2003               | Fehlerbereinigung, Konsolidierung Hotfixes                           | Keine wesentliche Änderung am Funktionsumfang | |
| V5.1 SP2  | 2004               | Fehlerbereinigung, Konsolidierung Hotfixes                           | Keine wesentliche Änderung am Funktionsumfang | |
| V6.0      | 2003               | Переход в качестве на Microsoft SQL-Server 2000                      | Visual Basic for Applications (VBA) для автоматизации проектирования, Visual Basic Scripting (VBScript) в качестве скриптового языка в Runtime. Новая лицензия на 8192 внешних переменных. Zooming/Panning und Decluttering, поддержка операционных систем Windows XP Professional и Windows 2000              | |
| V6.0 SP1  | 2003               | Fehlerbereinigung, Konsolidierung Hotfixes                           | Keine wesentliche Änderung am Funktionsumfang | |
| V6.0 SP2  | 2004               | OPC-XML-Funktionalität                                               | 80.000 Archivvariable, unterstützte Betriebssysteme Windows XP, Windows 2000 und Windows 2003 Server | |
| V6.0 SP3  | 2005               | Erweiterte Analysefunktionen                                         | Neue Lizenzierungssoftware, Unterstützung CFR21 Part 11, Quality Code in C-Scripting | |
| V6.0 SP4  | 2006               | Fehlerbereinigung, Konsolidierung Hotfixes                           | Keine wesentliche Änderung am Funktionsumfang | |
| V6.2      | 2007               | Erweiterungen im Redundanzkonzept                                    | Menüs und Symbolleisten in der Graphics-Runtime, Zentrale Prozessdatenarchivierung und Auswertung, Neue Funktionalitäten bei der Kurvendarstellung, Verbesserter Betrieb mit Firewall und Virenscannern, unterstützte Betriebssysteme Windows XP, Windows 2000, Windows 2003 Server und Windows 2003 Server R2 | |
| V6.2 SP2  | 9 января 2008 года | Erweiterungen im Redundanzkonzept                                    | Menüs und Symbolleisten in der Graphics-Runtime, Zentrale Prozessdatenarchivierung und Auswertung, Neue Funktionalitäten bei der Kurvendarstellung, Verbesserter Betrieb mit Firewall und Virenscannern, unterstützte Betriebssysteme Windows XP, Windows 2000, Windows 2003 Server und Windows 2003 Server R2 | Windows 2000 Professional SP4 Windows XP Professional SP2 Windows Server 2003 SP2 Windows Server 2003 R2 SP2 |
| V6.2 SP3  | 2009               | Ergänzung um weitere asiatische Sprachen                             | Keine wesentliche Änderung am Funktionsumfang | Windows 2000 Professional SP4 Windows XP Professional SP2 Windows XP Professional SP3 Windows Server 2003 SP2 Windows Server 2003 R2 SP2 |
| V7.0      | 2008               | Unterstützt Windows Vista                                            | Neue WinCC Controls, Objektorientiertes Engineering, Verbesserter Text-Import/Export, Neue Versionen des WinCC/Web Navigators | Windows Vista Windows XP Professional SP2 Windows Server 2003 SP2 Windows Server 2003 R2 SP2 |
| V7.0 SP1  | 2009               | Ergänzung um weitere asiatische Sprachen                             | Нет существенных изменений в функциональности | Windows Vista SP1 Windows XP Professional SP3 |
| V7.0 SP2  | 2010               |                                                                      | Обновленная версия для современных версий Windows и интернет-браузеров (Microsoft Internet Explorer V6.0 SP2, V7.0 и V8.0). | Windows 7 (Professional / Enterprise / Ultimate, 32-Bit); Windows 2008 Server SP2 (32 Bit); Windows XP Professional SP3 |
| V7.0 SP3  | 2011               |                                                                      | Поддержка 64-разрядных операционных систем, браузера Internet Explorer V9.0. Клиент OPC UA. | Windows Server 2003 SP2; Windows Server 2003 R2 SP2; Windows Server 2008 SP2 32-Bit; Windows Server 2008 R2 SP1 64-Bit; Windows XP Professional SP3; Windows 7 (Professional / Enterprise / Ultimate) 32-Bit; Windows 7 (Professional / Enterprise / Ultimate) 64-Bit |
| V7.2      | 2013               |                                                                      | Дополнения в графическом дизайнере Поддержка юникода Улучшенное управление тегами Новые коммуникационные каналы Изменения в подсистеме архивации Поддержка сенсорного управления несколькими пальцами | Windows Server 2003 R2 SP2; Windows Server 2008 SP2 32-Bit; Windows Server 2008 R2 SP1 64-Bit; Windows XP Professional SP3; Windows 7 (Professional / Enterprise / Ultimate) 32-Bit; Windows 7 (Professional / Enterprise / Ultimate) 64-Bit                          |

## Локализация

### Европа
Среда разработки изначально, кроме английского и немецкого, поддерживает французский, испанский и итальянский языки.

### Азия
Для стран Азии поставляются локализованные версии WinCC с другими заказными номерами. Азиатские версии WinCC поддерживают работу на китайском (упрощенном и традиционном), японском и корейском языках.

### Россия
Для версии WinCC 5.1 был сделан первый перевод пользовательского интерфейса на русский язык. Далее русификатор выпускался регулярно для каждой новой версии WinCC. Пакеты русификации распространяет представительство Siemens в России.